# Tingsryd (plaats)
Tingsryd is de hoofdplaats van de gemeente Tingsryd in het landschap Småland en de provincie Kronobergs län in Zweden. De plaats heeft 3023 inwoners (2005) en een oppervlakte van 344 hectare.

## Verkeer en vervoer
Bij de plaats lopen de Riksväg 27, Riksväg 29 en Länsväg 120.